# 我愛羅
我愛羅（日语：／）是岸本齊史創作的日本漫畫《火影忍者》中的虛構角色。我愛羅最初以反派亮相，為砂忍者村的忍者，亦是砂忍者村的首領第四代風影的兒子。我愛羅作為封印尾獸的祭品之力出生，部分原因是他父親想擁有武器來恢復村子的力量；然而，早期無法控制尾獸、遭到村民排斥、加上他已故的母親稱他為“村子的詛咒”，種種念頭將我愛羅逼成一個冷血殺手，認為自己存在的目的就是殺死敵人。直到遇見漩渦鳴人，我愛羅才改變看法，最終成為第五代風影，並得到大家認可。我愛羅曾出現在多部火影忍者的跨媒體作品裡，包括兩部動畫改編電影、第三部原創動畫錄影帶（OVA）與幾款電子遊戲。
我愛羅作為該系列主角漩渦鳴人的襯托，雖有類似出身背景，卻因為艱難的成長經驗而發展出截然不同的個性。在最後製作過程中，我愛羅的設計與名字皆有重大變化，在後來的故事曲線中也進行修改，使我愛羅的設計更容易繪製。我愛羅的日文配音與英文配音分別由石田彰與利亞姆·奧布萊恩負責。
許多動畫和漫畫出版物都對我愛羅的角色進行評論。鳴人與我愛羅的戰鬥，由於兩人的相似之處及我愛羅在嘗試自我救贖後扮演的角色，被評價為整個系列的高潮。在火影忍者的讀者群中，我愛羅一直很受歡迎，幾次人氣投票總是進入前十名，還發行許多基於我愛羅的商品，包括布偶、鑰匙圈及可動人偶。

## 創作概念
岸本齊史將我愛羅設計成主角漩渦鳴人的襯托。兩人有著相似的背景：因為身為體內封印尾獸的祭品之力，從小便受同齡人與村民的排擠與冷落。這種狀態下，我愛羅成為一個非常內向、帶有虐待傾向的角色，是為了引起讀者的同情，因為這與鳴人成長為一個快樂的麻煩製造者形成鮮明對比。此外，他的外型被設計得看起來像狸，因為岸本認為一尾守鶴某些地方與妖狐相反，將使他成為鳴人體內九尾九𡃤嘛的好對手。
我愛羅的背景故事是火影忍者第一部裡岸本最喜歡的故事之一；岸本不得不修改他在這些章節中的圖稿，因為他希望讀者能更了解我愛羅的精神狀態。我愛羅的角色原本打算叫“風馬小太郎”，但岸本的編輯極力反對這個名字；最終，這個角色被賦予“我愛羅”的名字，意味著他認為自己更適合操控沙子。直到2013年，岸本仍然不明白為什麼放棄這個名字；儘管如此，他仍沒給這個角色一個完整的名字，比如“湯澤我愛羅”。早期這個角色也曾被考慮設計成一個名叫“Kumomaru”的幼童，但被岸本否決了；經過多次變化，這個角色成為了我愛羅。基於我愛羅在漫畫中用來襯托鳴人的重要性，岸本在他的額頭中加上“愛”的漢字來點綴他的名字。
對於肩負週更壓力的岸本來說，我愛羅最初的著裝以及他的手足——手鞠與勘九郎的服裝都很難畫。正因如此，岸本在第一部結尾給他們三人畫了更簡單的服裝；例如我愛羅有了一件立領的衣服，除了更容易繪製外，還被用來展示我愛羅和鳴人在上一次戰鬥後關係的變化。岸本引用他最喜歡的電影之一《駭客任務》作為我愛羅新服裝的靈感，並說這是三姊弟中最喜歡的服裝。在疾風傳中，有一個場景是反派迪達拉坐在我愛羅的身上；這張照片的靈感來自大友克洋的漫畫阿基拉，他是岸本的粉絲。
在火影忍者動畫裡，我愛羅的日文配音與英文配音分別由石田彰與利亞姆·奧布萊恩負責。奧布萊恩在被選中為我愛羅配音前，就聽說過火影忍者的名氣。奧布萊恩在洛杉磯參加早期試鏡，希望能為我愛羅配音，卻不幸落選；後來奧布萊恩參加試鏡，終於得到我愛羅的角色。

## 人物

### 個人檔案
- 想挑戰的對手：宇智波佐助、漩渦鳴人（第一部）、只要為了保護村子，能和任何人交手（第二部）
- 喜愛的食物：粉肝、烤牛舌
- 討厭的食物：羊羹、蜜餞栗子
- 重視的人：漩渦鳴人、手鞠、勘九郎、奈良鹿代、新木、李洛克
- 父母：羅砂、加琉羅
- 兄姐：手鞠、勘九郎
- 养子：新木
- 外甥：奈良鹿代
- 忍者學校畢業年齡：12
- 中忍升級年齡：14
- 喜歡他的人：茉莉、砂里
- 興趣：戰鬥（第一部）、栽培仙人掌（第二部）
- 查克拉性質：風、雷、土[9]

### 身世與經歷
“砂瀑”我愛羅是第四代風影罗砂之子，也是手鞠和勘九郎的弟弟，特徵是深紅色短髮，淡青色雙眼與極深的黑眼圈，左額頭刻著紅色的「愛」字。當他出生時，因為砂忍者村資金缺少，在父親指示下一尾守鶴被封印在我愛羅的體內，目的是為了讓他成為保護村子的強大武器。由於這麼做需要犧牲，我愛羅的母親因此成了犧牲品。從夜叉丸口中得知我愛羅的母親加琉羅臨終前詛咒砂忍者村，希望我愛羅能為她報仇。
之後我愛羅由夜叉丸養大，並由父親傳授忍術。由於我愛羅具備一尾守鶴的可怕力量，全村的人都畏懼他；夜叉丸是唯一關照他的人，也只有夜叉丸了解我愛羅其實不想傷害任何人。但他的父親第四代風影並不這麼想，一直視我愛羅為村子的巨大威脅。
後來第四代風影要夜叉丸把我愛羅逼到絕境，試探我愛羅有沒有作為祭品之力的資格，並承諾只要我愛羅不失控就不會把我愛羅解決掉；當我愛羅發現刺殺的人竟是夜叉丸，既震驚又悲傷。夜叉丸謊稱他的姐姐（我愛羅的母親）從來不愛我愛羅，自己也從沒喜歡過他，會接下刺殺命令是想為姐姐報仇。隨後夜叉丸把綁在身上的炸藥引爆，我愛羅因砂子保護活了下來，卻從此變成沒有感情的人，發誓只為自己而活，從殺人中尋找樂趣，還用在額頭上刻了「愛」字並解放守鶴的力量。此後第四代風影將其判為失敗品，不斷派人刺殺我愛羅卻從未成功。我愛羅平時背著一個大葫蘆，危機出現時葫蘆中的砂子會自動保護我愛羅。
第四次忍界大戰中我愛羅對上被穢土轉生的父親，父親不敢相信我愛羅有了朋友還受人愛戴；此時的我愛羅也不再會被父親殘忍的言詞所傷，並以壓倒性的實力戰勝父親。戰鬥中自行保護我愛羅的沙子化成母親加流羅的樣貌，讓父親明白妻子難產過世前對早產的我愛羅說“即使我不在你身邊，我依然會保護你，不論以什麼方式、什麼姿態”的真正含意，向兒子道歉並坦白一切。我愛羅明白自己一直被母親的愛守護著，能自在操縱沙子不是因為沙之守鶴的影響，而是母親為保護他所遺留的術，母親化身的沙子在危急時也會自動保護他。
我愛羅的命運和漩渦鳴人相似，他們都過著孤獨的童年，被人遺棄和嘲笑。但相比之下，鳴人卻又比我愛羅幸運，因為鳴人身邊至少有會關心他的伊魯卡老師以及第三代火影猿飛蒜山；我愛羅卻什麼也沒有，沒有歡笑、沒有喜悅，只有心靈的傷痛及對為何存在的迷茫。
同樣身為祭品之力的鳴人能體會他的孤單與寂寞，鳴人反抗逆境的堅強及感同身受的同理心給了我愛羅溫暖，使他逐漸從復仇者轉變為守護者；成為第五代風影後的我愛羅，以保護村子、村民為己任，個性也變得溫和、體貼、善良，能設身處地為別人著想，漸漸成為一位人人敬愛的風影。

### 与守鹤的关系
一尾守鹤是只形如狸猫的巨大怪兽，千代提及砂忍歷史中曾出現包含我愛羅的三個人柱力。自从守鹤被封印在我爱罗体内后，我爱罗便拥有自由操控砂子的能力。但守鹤的存在使我爱罗长期遭受失眠的痛苦，因為守鹤附身之人一旦入睡，守鹤就會入侵心智，最終失去自我。在疾風傳裡，守鹤被曉抽離。在第四次忍界大戰中，守鹤重新出現在我愛羅眼前，並與我愛羅聯手封印宇智波斑。期間守鹤回憶與首任一尾人柱力分福的對話，認為我愛羅跟分福很像。

## 劇情表現

### 第一部

#### 中忍選拔試驗篇
中忍選拔試驗筆試時，我愛羅用沙子創造的第三隻眼偷看暗樁的答案。
在第二場考試中，我愛羅、手鞠和勘九郎組成的小隊僅用97分鐘穿越死亡森林並毫髮無損，比最快紀錄快4小時。在死亡森林途中他瞬間殺死來自雨忍者村的忍者。在第三場考試預考中與李洛克對決，即使面對小李強而極速的體術，仍用砂的絕對防禦擋下攻擊，最終在小李體力耗盡之際，用砂瀑送葬弄斷小李的左手左腳，還想殺死小李。由於阿凱出面阻止，才挽救小李的性命。在第三場正式考試之前，我愛羅到病房試圖偷襲小李，被鳴人與鹿丸及時發現，加上阿凱此時出面制止，我愛羅才動身離去。
在第三場正式考試中，對手是宇智波佐助。佐助用新練成的千鳥破壞了我愛羅的絕對防禦而使其受傷；後來大蛇丸發動毀滅木葉行動時，手鞠與勘九郎護送受傷的我愛羅離開。途中再度遇上鳴人、佐助與小櫻，而他體內的一尾也在此時失去控制，變成一尾完全體。我愛羅擊敗佐助，並脅持小櫻；而鳴人為救同伴，成功召喚出大蛤蟆文太並合體變身成九尾妖狐，重創化身一尾的的我愛羅。倒地不起的我愛羅問鳴人為什麼這麼強，鳴人指出為救同伴而不惜一切，就算要把我愛羅殺死也要保護他們；鳴人的話使我愛羅開始反思過去的想法。被鳴人這番話打動的我愛羅，在這之後開始改變以前滿腦子殺戮的想法，並希望能像鳴人一樣，得到他人認同，並保護身邊最珍惜的人。

#### 佐助營救篇
在佐助奪還任務中，我愛羅、手鞠和勘九郎出手支援木葉忍者。他趕到大草原上，拯救從木葉溜出來的李洛克；當時小李在中忍考試被我愛羅捏碎的骨裂尚未康復，故第五代火影綱手不許他離開木葉忍者村。我愛羅與具有竹取一族血繼限界的君麻呂決戰，以沙瀑大葬重創君麻呂。重傷的君麻呂卻把大地變成尖銳的骨骼，企圖用最後力量殺死小李和我愛羅；然而君麻呂本身患有重疾，出手到一半便已暴斃。君麻呂雖然是敵人，但其盡心為至親的大蛇丸而戰，釋放出無比的力量和意志，令我愛羅更加認同，為了保護身邊至親的人而戰，才是力量的真正源泉。

### 第二部

第二部中的我愛羅

#### 我愛羅營救篇
第四代風影被大蛇丸暗殺殉職後，我愛羅子承父業，成為第五代風影。曉的成員地達羅入侵砂忍者村，我愛羅親自出馬與之对战，虽一直处于上风并毁掉对方的左手，但这都是地達羅的计谋。地達羅往村子中间丟下C3黏土十八番，我愛羅為保护村民使用大量的沙擋住爆炸，幾乎耗尽查克拉；接著地達羅用追蹤式炸彈佯攻，並引爆在其左手被毀時趁機混入砂中的引爆黏土，把我愛羅炸晕並带走。到达川之国后被曉全體成員用幻龙九封尽抽出守鶴而死。被漩渦鸣人等人救出后，本應死去的我愛羅，被砂忍者村的顧問千代婆婆以生命為代價使用轉生之術復活，他亦在千代婆婆死後，當場向眾人喊話為其默哀。雖被抽出一尾，但並未失去控制沙子的能力，因為我愛羅是個不完全的實驗體，只有使用狸寢寐之術時，才能使用一尾的力量。

#### 過去篇：掃蕩山賊任務
第一部中忍考試結束後，我愛羅加入砂忍者村正規部隊，並成為隊長與木葉第七班一同執行任務；但由於我愛羅冷血嗜殺的前科，不但被自己的部下畏懼，還被砂忍者村高層密謀除掉。任務途中，中了砂忍暗部之計，所幸鳴人等人前來相救，並打倒砂忍暗部；最終完成任務，並得到部下認同。

#### 五影大會篇
作為風影的他，與手鞠、勘九郎一同前往五影大會；會中宇智波佐助突然來襲，我愛羅和佐助再次交手。事件之後，我愛羅提議只有組建忍者聯軍才能對抗宇智波斑，並提议旗木卡卡西为新火影，計畫將忍者聯軍提案轉告卡卡西；隨後和其餘三影離開會場前往目的地，順利與鳴人會合並告知忍者聯軍計畫。後來在五影大會與其餘四影討論八尾與九尾人柱力的藏匿事宜。

#### 第四次忍界大戰篇
當我愛羅得知干柿鬼鮫把鳴人與殺人蜂藏匿位置的情報發出去後，隨即召開五影會議商討對策。他代表風之國為忍者聯軍獻上特製的「忍」字護額，並擔任第四部隊：遠距離戰鬥聯合軍分隊隊長兼聯軍總隊長，領導整支主力部隊。在從雷之國出征之前，我愛羅制止兩位岩忍與砂忍的衝突，並當眾發表演說；自己曾因身為人柱力憎恨世上的一切，但鳴人將他從痛苦中解救出來，為此他請求大家齊力抗曉，全力守護鳴人，並大喊：「同意我的人就跟我來吧！」，讓整個雷之國現場士氣大振，接著與其他四位隊長：達魯伊、黃土、卡卡西、三船正式率領全軍出征。
抵達戰場後，遇見被藥師兜以「穢土轉生」召喚的一眾強者，其中包括自己的父親第四代風影。我愛羅和第三代土影兩天秤大軒等人聯手對抗父親，期間父親告我愛羅其實自己一直被母親加琉羅所愛，死後依然用殘存的力量化身沙子守護我愛羅。第四代風影被封印之後，又與第二代土影和第二代水影展開激烈決戰，最終成功封印二代水影；但由於第二代土影及時分裂自身細胞，而只封印了一半力量。後來五影聯手在對戰宇智波斑，卻陷於苦戰，最終不敵斑而倒下。經綱手治癒，五影趕到十尾的戰場，成功和眾人將尾獸們從十尾人柱力帶土的體內抽出。在尾獸們被成功抽出後，守鶴重新出現在我愛羅眼前，並決定協助我愛羅一起封印宇智波斑；可惜斑透過輪迴天生之術復活，我愛羅和守鶴的封印術失敗。在斑復活後與尾獸們戰鬥時，守鶴想起自己的第一任人柱力分福， 分福從不區分人與尾獸；守鶴曾說沒人能像他一樣，但分福堅持守護、引導守鶴的人將會出現，現在確定那個人就是我愛羅。
在斑成功以仙法—神·樹界降誕發動無限月讀後，我愛羅在夢境中看到父母和夜叉丸再生，而幼年的自己與鳴人玩耍。

#### 結局篇
戰爭結束後，我愛羅將頭髮梳成側分短髮，繼續擔任風影，有條不紊地治理風之國，並與成為第七代火影的鳴人讓火風兩國維持友好關係。此外，因為鹿丸和手鞠結婚而成為鹿丸的姻親，時不時抽空拜訪鹿丸和手鞠，以及自己的外甥鹿代。

### 其它跨媒體作品
我愛羅在《火影忍者》動畫和漫畫外多次亮相，並出現在兩部《火影忍者》劇場版改編電影裡。在《火影忍者劇場版：大激突！幻之地底遺跡》中，他保護風之國免受電影反派海德的襲擊，後來與海德下屬雷遁使者蘭克戰鬥並擊敗了她。在《火影忍者疾風傳劇場版：火意志的繼承者》中，他暫時成為木葉忍者村的敵人，因為他們是在他即將與綱手會面時對他進行陷阱攻擊的主要嫌疑人，而失蹤忍者卑留呼才是罪魁禍首，並與鳴人短暫交手；當一切塵埃落定後，他再次與木葉忍者村結盟。我愛羅也出現在系列發布的第三部OVA中，他與系列中其他不同角色一起參加比賽。在《火影忍者劇場版：慕留人》中，我愛羅收養了名叫新木的孩子。我愛羅和其他影到木葉參加中忍考試，並在鳴人被大筒木桃式和大筒木金飾綁架後參與佐助率領的救援任務。
《火影忍者電子遊戲》常常出現我愛羅，包括《火影忍者：激鬥忍者大戰系列》和《火影忍者：終極忍者風暴系列》。在一些遊戲中，他會以守鶴模式進行戰鬥，並加入動畫或漫畫中沒有的招式。《火影忍者：激鬥忍者大戰EX》是我愛羅第一次以第二部形象在電子遊戲中亮相。
我愛羅亦出現於該系列的輕小說中。他在《卡卡西秘傳》中與其他影客串。在《鹿丸秘傳》，他與姊姊手鞠和鳴人一起尋找失踪的奈良鹿丸；基於鹿丸與手鞠間的親密關係，我愛羅也很重視他。在《櫻秘傳》中，木葉忍者得知一名疑似宇智波佐助的男子正計劃襲擊村子，因此我愛羅出手協助木葉忍者。在《木葉秘傳》中，我愛羅拜訪木葉忍者村，來參加鳴人和日向雛田的婚禮。他還擔任《我愛羅秘傳》的主角，在處理姐姐與鹿丸的婚禮時，他已是獨當一面的風影。

## 術
- 底色為 （杏仁白）色的表示該忍術為動畫、遊戲、劇場版的原創。

| 招式名稱       | 簡介 | 種類       | 等級  |
| -------------- | --- | ---------- | ----- |
| 瞬身術         | 用查克拉使身體活性化，作出肉體難以看見的高速動作。使用時會搭配砂子。 | 忍術       | D[22] |
| 砂分身         | 利用查克拉控制砂進而製造分身的忍術，對此分身的攻擊都會被砂化解，但是砂分身不會完全變成施術者的模樣，只能物理攻擊而無法結印。                                                               | 忍術       | -[23] |
| 砂漠浮遊       | 在戰鬥過程中，操縱砂來進行戰鬥或輔助的術。此術能夠運用砂子支撐人的體重，並且讓人在空中進行浮遊。                                                                                           | 忍術       | -[24] |
| 第三隻眼       | 用沙化為一隻眼睛到別的地方偵查，再將視覺影像傳輸到本體用手所按住的那隻眼睛。 | 忍術       | -[25] |
| 砂之盾[26]     | 過去我愛羅的母親加琉羅將自己的意志寄託於葫蘆中的砂子，使那些的砂子成為會自動保護著我愛羅的絕對防禦。                                                                                       | 忍術       | -     |
| 砂之鎧甲       | 用砂包覆全身所形成的一層防禦，由於此術是透過自己的意志消耗了大量的查克拉而發動，因此防禦力比「砂之盾」遜色。                                                                               | 忍術       | -[27] |
| 空砂防壁       | 製造出巨大的砂壁，防禦從空中降下來的攻擊。我愛羅曾以此術保護村子並抵消了地達羅C3十八番的爆炸威力。                                                                                         | 忍術       | -[28] |
| 砂漠波         | 將沙子形成防護壁。 | 忍術       | -[29] |
| 砂漠·叛奴      | 將沙子化為沙之手以抓緊東西。 | 忍術       | -[29] |
| 砂手裏劍       | 沙子做的手裏劍攻擊敵人。 | 忍術       | -[30] |
| 砂牢槍擊       | 先使用砂瀑送葬抓住敵手，再利用沙子在砂瀑送葬上方製造出一把螺旋狀的巨大砂槍，從上面鑽入砂瀑送葬重擊敵手。XBOX360和ps3火影忍者終極風暴世代遊戲自創招式。                                     | 忍術       | -     |
| 砂瀑槍葬       | 以最强的矛-守鶴之矛像子彈般極速射向目標，ＰＳ２火影忍者疾風傳－終極覺醒２遊戲自創招式。 | 忍術       | -     |
| 砂霰           | 由空中掉落大量砂彈。 | 忍術       | -[31] |
| 砂時雨         | 將砂子集中於敵人頭部，降下砂雨的同時，用地上的砂對敵人的腳進行束縛。 | 忍術       | -[32] |
| 砂雷針         | 將沙子固定成避雷針，吸收掉電擊。 | 忍術       | -     |
| 連彈砂時雨     | 射出大量圓形砂彈。 | 忍術       | -[33] |
| 砂縛柩         | 利用葫蘆中的砂子活埋對手，以封鎖其動作。由於砂子沒有特定的形態，所以任何防禦術都抵擋不了流動的砂子。                                                                                       | 忍術       | -[34] |
| 砂縛牢         | 利用查克拉控制砂子將對方埋入大量的砂子內。 | 忍術       | B[35] |
| 砂瀑送葬       | 沙子的壓力可以把敵人瞬間掐得粉碎。 | 忍術       | -[36] |
| 流砂瀑流       | 改變整個地區的環境。瞬間將一個地區變成沙漠。敵人將承受沙子的壓力被埋入200米的地底裡。我愛羅可粉碎岩石使其變成沙子，然後再使用流砂瀑流。                                                    | 忍術       | -[37] |
| 獄砂埋葬       | 此術能讓大地碎裂，並讓敵人被產生出來的砂子之漩渦捕捉住。被捕捉的敵人會完全無法動彈，沉入兩百尺深的地底。而緊密貼著敵人身體的砂子，會給予敵人的四肢壓力，讓敵人在完全無法動彈的狀態下死去。 | 忍術       | -[38] |
| 砂瀑大葬       | 配合流砂暴流用使用的招式。被沙漠覆蓋地區裏的所有生物會被掐個粉碎。 | 忍術       | -[24] |
| 砂瀑層大葬     | 將大量的砂堆積起來利用重量壓碎對手。 | 忍術       | -     |
| 砂漠層大葬封印 | 用大量的砂子讓目標無法行動，在直接封印目標的術，特徵是形狀很像金字塔。能夠加上守鶴的砂體與咒印，讓封印更加堅牢。                                                                           | 封印術、忍 | A[39] |
| 守鶴之矛       | 動畫原創招式，与守鹤之盾相匹配的终极兵器。出現於動畫220话。 | 忍術       | -     |
| 守鶴之盾       | 號稱最強的盾。是運用査克拉對聚集地底中硬度較高的礦物質施加壓力，使其混入沙中，並凝聚出巨大堅固的守鶴塑像抵禦一切攻擊。                                                                     | 忍術       | -[40] |
- 我愛羅曾是一尾守鶴的祭品之力，曾用假寐之術讓守鶴完全覺醒與蛤蟆文太和鳴人戰鬥，後來被曉抽出守鶴瀕死，被千代婆婆捨命相救而倖存。在第四代忍界大戰時，守鶴與我愛羅再次相遇，並理解互相之真心後相與合作，一起使用沙之力戰鬥。

| 招式名稱            | 簡介 | 種類       | 等級  |
| ------------------- | --- | ---------- | ----- |
| 假寐之術            | 让自己深度沉睡，讓體內的守鹤完全覺醒。被「曉」抽出一尾後，现已不可使用。 | 忍術       | -[41] |
| 風遁·無限砂塵大突破 | 守鶴固有的術，從臉上的嘴巴和身上額外長出的嘴巴吸入空氣，再吐出帶有查克拉的砂塵。在廣大範圍內捲起的暴發力，足以讓樹木被吹倒，砂子所造成的物理傷害更是難以計算。                                                       | 忍術       | -[42] |
| 風遁·練空彈         | 守鶴固有的術，透過「拍打腹部」來施加壓力，再利用這種力量射出高度壓縮的空氣彈。被吐出來的巨大空氣砲彈，除了擁有能毀滅大地的巨大威力外，也因為具有大量查克拉的關係，在命中目標的同時就會破裂，藉此給予敵人重大的傷害。 | 忍術       | -[43] |
| 風遁·砂散彈         | 非人柱力狀態下的我愛羅與守鶴一起合作所使用的風遁忍術。 | 忍術       | -[44] |
| 砂漠層大葬封印      | 非人柱力狀態下的我愛羅與守鶴一起合作所使用的封印術。此術由守鶴的沙體和咒印紋案而成。 | 封印術、忍 | A[45] |

## 評價
我愛羅在系列人氣投票中名列前茅，不斷進入前十名。在2011年一次民調中，我愛羅位居第四。多款我愛羅周邊商品已發行，包括他的第一部和第二部外觀的鑰匙圈、毛絨娃娃和可動人偶。Anime Central將他列為動畫最佳反派第八名，評論集中在閃回畫面解釋他如何成為一個悲劇角色，同時又與漩渦鳴人相似。2014年，當系列完結時，IGN將他列為《火影忍者》最佳角色第三名。
動畫和漫畫出版商大多讚揚我愛羅的性格。IGN指出我愛羅是“反火影忍者”的，擁有“黑暗、嚴肅的性格”，而非《火影忍者》慣有的歡呼和興奮。在另一篇評論中，由於鳴人和我愛羅性格發展的差異，IGN還稱我愛羅的過去“情緒化”和“有點令人毛骨悚然”。動畫新聞網稱讚鳴人和我愛羅的相似之處為情節增添的“深度和情感”，並評價道“在整個系列中，鳴人的光芒沒有比與我愛羅戰鬥的巔峰時期更耀眼”。他們還稱讚岸本在漫畫中對我愛羅的視覺呈現，指出“我愛羅裸露出瘋狂的臉令人不寒而栗”。Mania Entertainment指出，我愛羅和佐助的第一次戰鬥表明，儘管態度很暴力，我愛羅卻有著“脆弱”的心理。他的過去也受到Mania Entertainment稱讚，因為它包含“大量合理的情感”，讓觀眾能夠更了解我愛羅的個性。DVD Talk作家小陶德·道格拉斯喜歡我愛羅和鳴人之間的相似之處，以及前者被後者擊敗後的心境。我愛羅回歸支援木葉忍者戰鬥，受到Active Anime的Holly Ellingwood稱讚，她主要關注我愛羅的內心變化。我愛羅的英文聲優利亞姆·奧布萊恩獲得好評。IGN指出，他做了“出色的工作”，使我愛羅聽起來令觀眾害怕，動畫新聞網指出他是該系列中最好的聲優之一。
在系列第二部中，我愛羅從砂忍晉升為領導者，被Mania Entertainment的Briana Lawrence認為是該系列中最令人驚訝的發展。UK Anime Network的Kevin Leathers表示，雖然在系列的第一部中，我愛羅是可怕的反派，但在接下來的部分中，他變得“更加立體”。同樣地，Douglass Jr.稱讚《火影忍者疾風傳》中我愛羅的發展，因為他與鳴人的關係有了擴展。他與地達羅的戰鬥也得到了積極反應，評論家稱讚我愛羅的招式和兩位忍者採用的策略。另一方面，來自動畫新聞網的Jason Thompson指出，雖然我愛羅自從在第一部出現後一直在發展，由於他以前有殺人的願望，後來被接受為新任風影總感覺是錯誤的。在第二部的最後幾集動畫中，同樣來自動畫新聞網的Amy McNulty喜歡我愛羅與其他經常出現的角色一起作為喜劇人物來處理。儘管如此，與第二部早期故事情節相比，她發現我愛羅現在將鳴人視為朋友而非英雄，這一點很重要。